# Biblioteca Nacional de Noruega
La Biblioteca Nacional de Noruega (en noruego: Nasjonalbiblioteket) es una Biblioteca Nacional que se encuentra ubicada en dos lugares diferentes, teniendo una primera sede en Oslo (Biblioteca universitaria de Oslo) y una segunda sede en Mo i Rana.

## Historia
Para comprender la historia de la Biblioteca Nacional de Noruega, hay que tener presente que Noruega es un país joven, que sólo alcanzó su independencia en 1905. En 1815 –un año después de que el país fuese separado de Dinamarca para ser atribuido a Suecia– las funciones que hasta entonces cumplía Copenhague pasaron a ser asumidas por la Biblioteca universitaria de Oslo (UBO). En 1883, se inició la publicación de una bibliografía de carácter nacional noruego. 
La reorganización de los servicios nacionales y la creación de una auténtica Biblioteca Nacional datan esencialmente de finales del siglo XX.
En 1989, se creó un servicio en Mo i Rana, al norte del país, con el fin de gestionar los aspectos relativos al depósito legal. El “Storting” o Parlamento de Noruega votó la creación de una auténtica Biblioteca Nacional de Noruega, ubicada en Oslo, en 1992. Ello implicaba el desmantelamiento de la Biblioteca Universitaria de Oslo, ya que una parte de sus atribuciones le fueron retiradas para pasar a ser el Departamento de Oslo de la Biblioteca Nacional, en 1999.
Finalmente, el 15 de agosto de 2005, la Biblioteca Nacional de Noruega inauguró sus nuevos edificios en Oslo, aprovechando que la ciudad acogía al 71.er Congreso de la IFLA (Federación Internacional de las Asociaciones y de las Instituciones de la Biblioteca).

## Papel

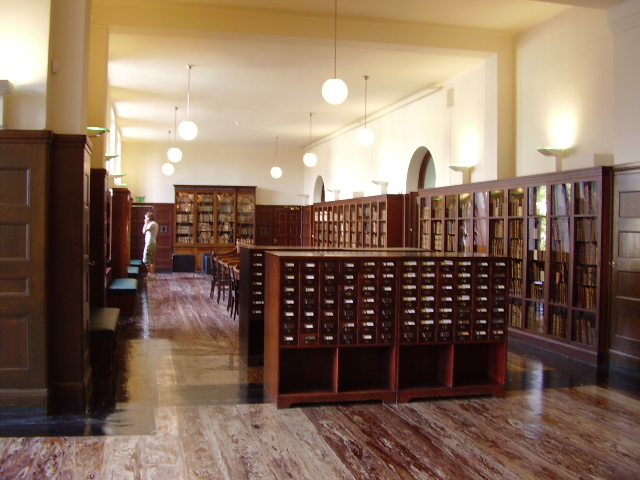
Primera planta de la biblioteca (antigua Biblioteca Universitaria).

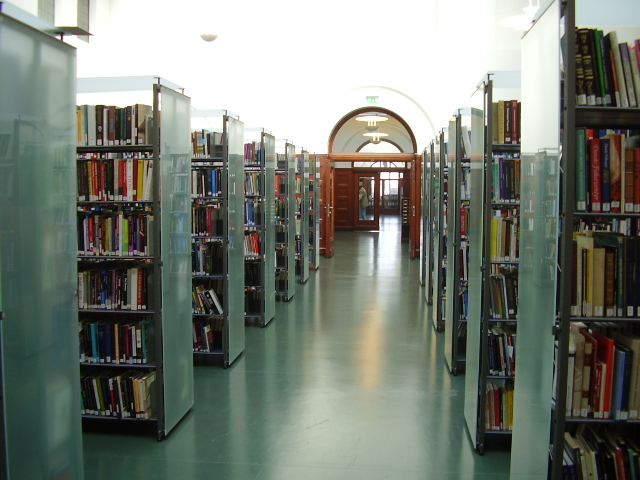
Modernas estanterías de la Biblioteca Nacional de Noruega (sede en Oslo).

Como todas las bibliotecas nacionales, la Biblioteca Nacional de Noruega tiene como funciones las de recoger, preservar, conservar y poner a disposición el conjunto de libros publicados en Noruega. La recogida se basa en el sistema del depósito legal, considerado de forma muy amplia, ya que incluye fotografías, documentos electrónicos y emisiones de radio y de televisión.
Está considerada como el instrumento de conservación de la cultura y de la identidad noruegas, teniendo por objetivo la exhaustividad no sólo para los libros escritos en lengua noruega sino también para las traducciones de esos libros, así como las obras en cualquier idioma que traten sobre Noruega («Norvegica extranea»).
Sus colecciones son libre y gratuitamente accesibles a todos los públicos (a excepción de las colecciones especializadas, o por motivos de conservación). Es igualmente un puntal de calidad en Biblioteconomía para Noruega, jugando igualmente papel de consejería respecto del resto de bibliotecas.
También gestiona dos grandes catálogos colectivos. A nivel nacional, el Norwegian Union Catalogue, catálogo colectivo que comprende más de 400 bibliotecas del país. Y a nivel regional, el Nordic/Baltic Union Catalogue of Periodicals, que reúne las colecciones de prensa periódica de los cinco países escandinavos, los países bálticos y las islas Feroe.
El bibliotecario nacional es actualmente Vigdis Moe Skarstein.
La Biblioteca Nacional de Noruega cuenta con 340 empleados.

## Colecciones y edificios
Desde que las funciones de Biblioteca Nacional fueron retiradas a la Universidad de Oslo en 1994, la Biblioteca Nacional de Noruega cuenta con dos sedes.
La primera sede se halla ubicada en el centro de Oslo (Drammensveien 42). Son los antiguos locales de la Biblioteca Universitaria, recientemente restaurados y ampliados. El vestíbulo está decorado con frescos de Gustav Vigeland.
La segunda sede –Mo i Rana– se encuentra situada muy al norte del país, justo al lado del Círculo polar ártico. Creada en 1989, su función es la de conservar en buenas condiciones climáticas uno de los ejemplares del depósito legal. La montaña ha sido excavada y ahuecada para acoger en espacios inmensos con una atmósfera controlada a 45 kilómetros lineales de estanterías, con cuatro plantas de altura.